# Hercostomus aurifer
Hercostomus aurifer är en tvåvingeart som först beskrevs av Thomson 1869.  Hercostomus aurifer ingår i släktet Hercostomus och familjen styltflugor.
Artens utbredningsområde är Kalifornien. Inga underarter finns listade i Catalogue of Life.